# Karlijn Sileghem
Karlijn Sileghem, née le 12 mai 1965 à Gand (Belgique), est une actrice belge néerlandophone.

## Filmographie partielle

### Cinéma
- 2010 : Smoorverliefd : Dokter Mermans
- 2011 : Hasta la vista : la mère
- 2012 : Mixed Kebab : Marina
- 2016 : Home : Sonja